# Eimsbütteler Marktplatz
Der Eimsbütteler Marktplatz ist eine Hauptverkehrsstraße im Hamburger Stadtteil Eimsbüttel. Er verläuft vom Westende der Fruchtallee nach Westen bis zur Kieler Straße. Er ist Bestandteil der Bundesstraße 5 und trägt den Straßenschlüssel E096.
Die Straße ist mit Ausnahme des gründerzeitlichen Hauses mit den Nummern 31 und 31a an der Ecke zur Eduardstraße und den Häusern 34 und 36, die in der Straßenflucht der Rellinger Straße liegen, mit Gebäuden gesäumt, die nach dem Zweiten Weltkrieg errichtet wurden. Die gesamte Strecke ist vierspurig ausgebaut.

## Geschichte

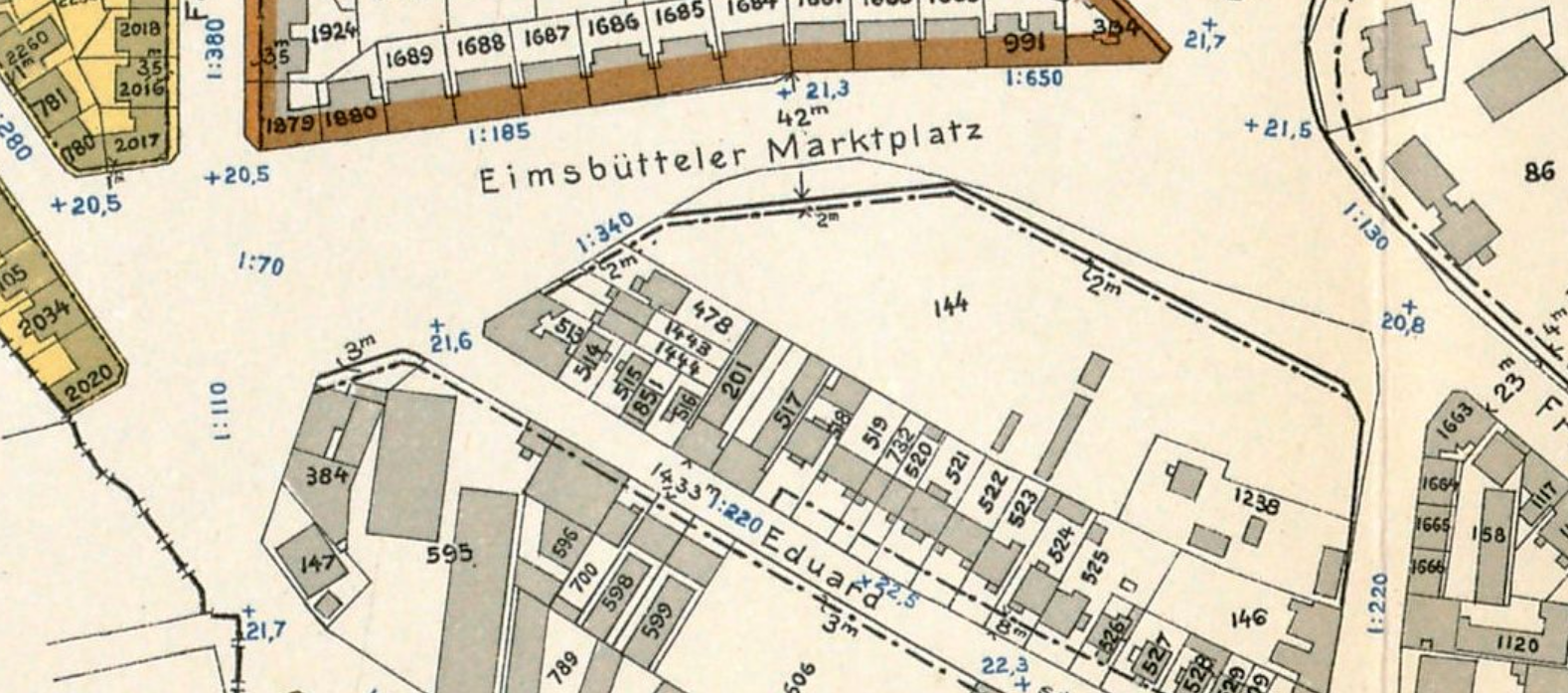
Lage des Eimsbütteler Marktplatzes im Bebauungsplan von 1904.

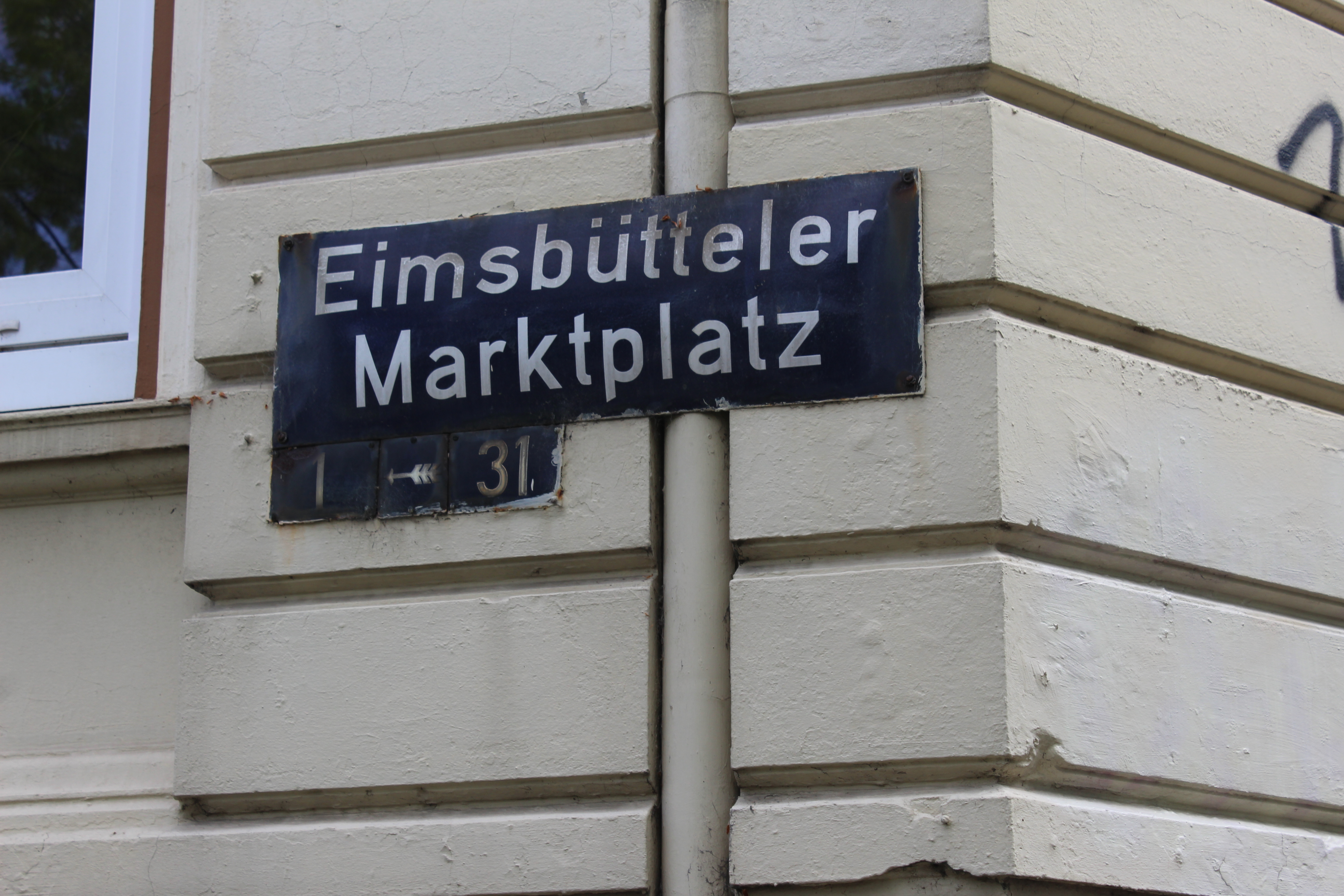
Straßenschild am einzigen erhaltenen Vorkriegshaus auf der Südseite (Hausnummer 31/31a).

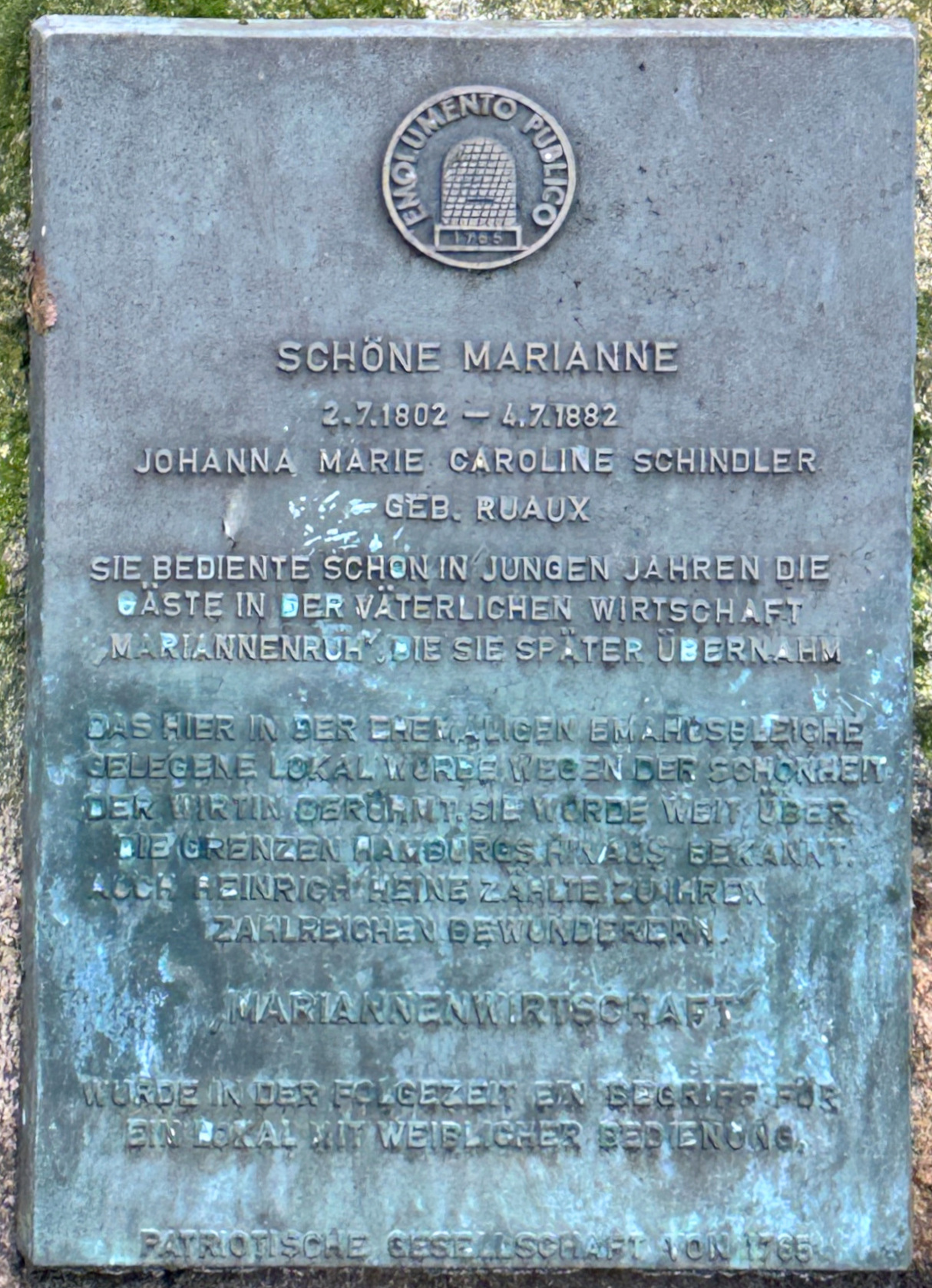
Tafel am Gedenkstein für Marianne Ruaux in der Grünanlage zwischen Eimsbütteler Marktplatz und den beiden Fahrstreifen der Kieler Straße.

Auf der ursprünglichen Fläche des Eimsbütteler Marktes wurde seit 1830 an Sonntagen Markt gehalten. Zudem wurde an zwei Tagen im Juli ein Kram- und Viehmarkt abgehalten. Er erstreckte sich vom Sandweg bis zur Einmündung der Eimsbütteler Chaussee in die Fruchtallee. Er lag also östlich der heute als Eimsbütteler Marktplatz bezeichneten Straße. Rund um den Marktplatz befanden sich Wirtshäuser, darunter das bekannte Mariannenruh von Marianne Ruauxs Eltern auf der westlichen Seite (schon in Langenfelde). Mit der Eingemeindung Eimsbüttels nach Hamburg 1894 endeten die Märkte, weil die in Hamburg geltende Sonntagsruhe einzuhalten war. Mit der Verstädterung Eimsbüttels wurde die bisher volkstümliche Bezeichnung 1895 amtlich auf die weiter westlich gelegene neue Platzfläche zwischen Rellinger Straße und Fruchtallee übertragen. Die Straßenfläche wurde gepflastert und vom Gartenarchitekten Otto Linne gestaltet, unter anderem wurde ein Skatgarten eingerichtet. Zur Zeit der Aufstellung des neuen Bebauungsplans 1904 war die Nordkante des Platzes bereits vollständig bebaut, während auf der Südseite zwar beiderseits der Eduardstraße Gebäude standen, das große Flurstück 144 aber noch unparzelliert und weitgehend unbebaut war (siehe nebenstehenden Ausschnitt aus dem Bebauungsplan von 1904). Direkt westlich des neu gestalteten Marktplatzes befand sich die Grenze zu Stellingen, das zum damals noch preußischen Altona gehörte. Daran, dass Stellingen früher zur Herrschaft Pinneberg gehörte, erinnert der erhalten gebliebene „Grenzstein Nr. 1“, der sich in der Grünanlage im Südwesten der Straße befindet.

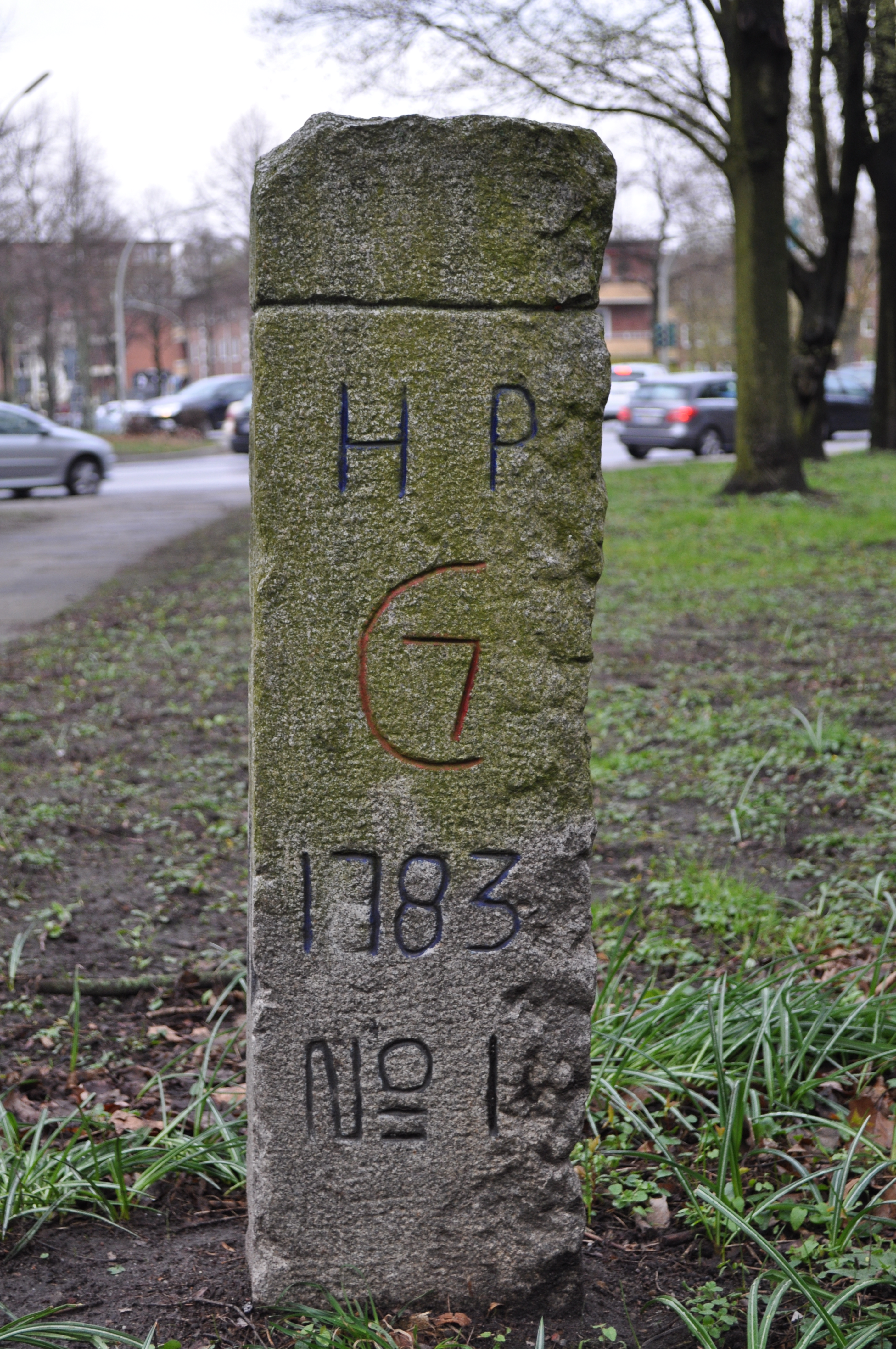
Grenzstein Nr. 1 der Herrschaft Pinneberg in der Grünanlage südlich des Eimsbütteler Marktplatzes.

Im Zweiten Weltkrieg wurde Eimsbüttel beim ersten großen Luftangriff im Juli 1943 großflächig zerstört. Der Schutt wurde zum Marktplatz gebracht, wo er sortiert wurde. Unbeschädigte Steine wurden vom Mörtel frei geklopft und für den Wiederaufbau genutzt. Mit einer Trümmerbahn wurden die Reste nach Eidelstedt weiter transportiert. An Weihnachten 1951 galt Eimsbüttel als trümmerfrei. Insgesamt konnten 25 Millionen Steine sowie 4.000 Tonnen Schrott und Eisenteile wiederverwendet werden.
Nach dem Krieg wurde das Umfeld des Marktplatzes neu bebaut. Nördlich der Straße baute die Wohnungsbaugesellschaft KAIFU-Nordland Zeilenbauten, die 1954 fertiggestellt wurden (Hausnummern 8 bis 16 und Faberstraße 2 bis 10). Diese errichtete auch das 2016 fertiggestellte Eckgebäude mit der Hausnummer 32, das 2020 mit dem Deutschen Bauherrenpreis in der Kategorie „Bauen in städtebaulich schwierigen Lagen“ ausgezeichnet worden ist. Die Straßenfläche selbst wurde vom langgezogenen Platz zu einer vierspurigen Hauptverkehrsstraße umgestaltet. Mit dem Durchführungsplan 146 von 1957 war die rechtliche Grundlage für die Anknüpfung an die Kieler Straße geschaffen worden, nachdem bereits der Baustufenplan Eimsbüttel von 1952 die Grundlage für den autogerechten Umbau gelegt hatte. 1958 erfolgte die Überplanung der südwestlichen Grundstücke bis zur Fruchtallee durch den Durchführungsplan 340.
Auf dem Eimsbütteler Marktplatz fahren täglich rund 75.000 Fahrzeuge.
Im Rahmen des „Masterplan Magistralen 2040+“ gehört der Eimsbütteler Marktplatz zu den zehn Modellräumen, in denen mit Detailplanung und Umsetzung begonnen werden soll. 2025 lobte die Patriotische Gesellschaft von 1765 einen Ideenwettbewerb für Studenten der Fachrichtungen Stadtplanung, Architektur, Landschaftsplanung und Verkehrsplanung zum Thema „Transformation eines städtischen Entwicklungsraums – Eimsbütteler Marktplatz in Hamburg“ aus.

## Öffentlicher Personennahverkehr
Bereits ab 1835 fuhr die „Stage-Coach“, eine englische Landkutsche, von Hamburg nach Eimsbüttel zum Markt. Ab 1840 fuhren auch Pferdeomnibusse. Die Straßenbahn Hamburg fuhr von 1868 an, als die Pferde-Eisenbahn-Gesellschaft eine Linie aus der Innenstadt kommend über Dammtor, Grindel, Schlump und die Schäferkampsallee eröffnete, bis zum Eimsbütteler Marktplatz, wo sich ein Betriebshof mit Stallungen für 60 Pferde befand. Auf die Pferdebahn von 1868 folgte 1897 die erste elektrische Linie, die vom Rödingsmarkt kommend über die Steinwege und das Schulterblatt ebenfalls weiter bis zum Eimsbütteler Marktplatz fuhr. Sie wurde von der „Hamburg-Altonaer Trambahn-Gesellschaft“ betrieben. Diese Linien blieben auch nach dem Übergang des Betriebs auf die Hamburger Hochbahn (mit wechselnden Endpunkten) in Betrieb. Spätestens in den 1940er Jahren folgte eine weitere Linie vom Eimsbütteler Marktplatz kommend und dann weiter über die Eimsbütteler Chaussee, die Waterloostraße und die Alsenstraße nach Altona. Diese wurde aber schon bald nach dem Krieg wieder eingestellt. Die Linie vom Schulterblatt kommend wurde 1960 eingestellt. Ab 1929 fuhr zudem die Nachtbuslinie U an Wochenenden vom Eimsbütteler Markt über St. Pauli und die Innenstadt nach Hamm und Horn.
Derzeit bedient die Metrobuslinie 30 (von Neumühlen/Övelgönne zur Gärtnerstraße) die Haltestelle Eimsbütteler Marktplatz im Westen der Straße.
Eine Schnellbahnanbindung besitzt der Eimsbütteler Marktplatz nicht. Zwar war ursprünglich geplant, die Eimsbüttler Zweigstrecke der Hochbahn zum Marktplatz zu führen, wo sie sich Richtung Langenfelde und Hagenbecks Tierpark verzweigen sollte. Statt dieser Planung wurde jedoch eine andere Trassenführung realisiert (siehe Geschichte der Hamburger Hochbahn). Im Zuge der Planung der neuen U-Bahn-Linie 5 wurde erneut auch eine Erschließung des Eimsbütteler Marktplatzes erwogen, aber schlussendlich verworfen.

## Öffentliche Einrichtungen
Am Ostende des Eimsbütteler Marktplatzes befindet sich auf der Südseite der Straße hin zur Straße Sandweg umgeben von einem großen Spielplatz das Spielhaus Eimsbütteler Marktplatz, ein offener Treffpunkt für Kinder bis zwölf Jahre und ihre Eltern. Auf dem Gelände hatte sich bereits in den 1930er Jahren ein „Indianerspielplatz“ befunden. In den 1950er Jahren wurde das Gelände als „Kinderparadies“ hergerichtet und sollte zusammen mit der nahe gelegenen Schule Eduardstraße als Gemeinschaftszentrum für die mehr als 2000 Kinder des südlichen Eimsbüttels dienen. Bei ihrer Einweihung durch Senatorin Paula Karpinski und die Bürgerschaftsabgeordnete Charlotte Fera 1958 wurden der Spielplatz (mit Planschbecken und Rollerbahn) und das Spielhaus als „modernster und größter Spielplatz Europas“ gefeiert. Da der Unternehmer Rudolf-August Oetker den Bau des Spielhauses mit einer Spende ermöglicht hatte, wurde es zunächst auch als „Oetker-Kinderspielheim“ bezeichnet.

## Kunst im öffentlichen Raum
Mit der Skulptur „Tor“ von Gabriele Schmidt Heins von 1988 und dem Gedenkstein für Marianne Ruaux, gestiftet 2002 von der Patriotischen Gesellschaft von 1765, befinden sich zwei Kunstwerke in der Grünanlage zwischen Eimsbütteler Marktplatz und den beiden Fahrstreifen der Kieler Straße.